# Pinus armandii
Pinus armandii Franch., 1884, a volte detto pino di Armand, è una specie di pino, appartenente alla famiglia delle Pinaceae, originaria della Cina (Hubei, Shaanxi, Sichuan, Gansu, Henan, Yunnan, Regione Autonoma del Tibet, Guizhou, Hainan e Chongqing), della Birmania e di Taiwan.

## Etimologia
Il nome generico Pinus, utilizzato già dai latini, potrebbe, secondo un'interpretazione etimologica, derivare dall'antica radice indo-europea *pīt = resina. Il nome specifico armandii fu assegnato in onore di Armand David, padre missionario in Cina e botanico francese.

## Descrizione

### Portamento
Albero alto fino a 35 m che può raggiungere 1 m di diametro, inizialmente a portamento conico con chioma spiraleggiante, poi con l'età più arrotondata e irregolare.

### Foglie
Le foglie sono aghiformi, fascicolate in gruppi di 5, con guaine presto decidue, di colore verde brillante, lunghe 8-15 cm, slanciate, spesse 1-1,5 mm, con sezione triangolare; hanno un fascio vascolare e tre canali resiniferi, di cui uno mediale e 2 marginali.

### Fiori
Sono strobili maschili bianco-verdastri con punta rossastra, ovoidali-oblunghi, lunghi 1,5-2,5 cm, disposti in clusters spiraleggianti alla base dei nuovi virgulti.

### Frutti
Le pigne sono inizialmente erette, poi pendenti con corpulenti peduncoli lunghi 2-3 cm. Lunghe 8-14 cm, di colore inizialmente verde poi marrone-dorato, sono coniche-cilindriche, spesso resinose, e cadono dopo la dispersione dei semi. Presentano apofisi spesse, triangolari o rombiche, macrosporofilli rigidi, lunghi 3-4 cm e larghi 2,5-3 cm, e umboni ottusi, più scuri, senza spina. I semi sono obovoidali, lunghi 10-15 mm, privi di parte alata.

### Corteccia
La corteccia è inizialmente liscia, di colore marrone-grigio, poi solcata a placche, di colore dal marrone-nerastro al marrone-rosso grigiastro. La parte esterna è spessa 8 mm, quella interna 8-15 mm, di colore bianco-rossastro pallido, lievemente fibrosa.

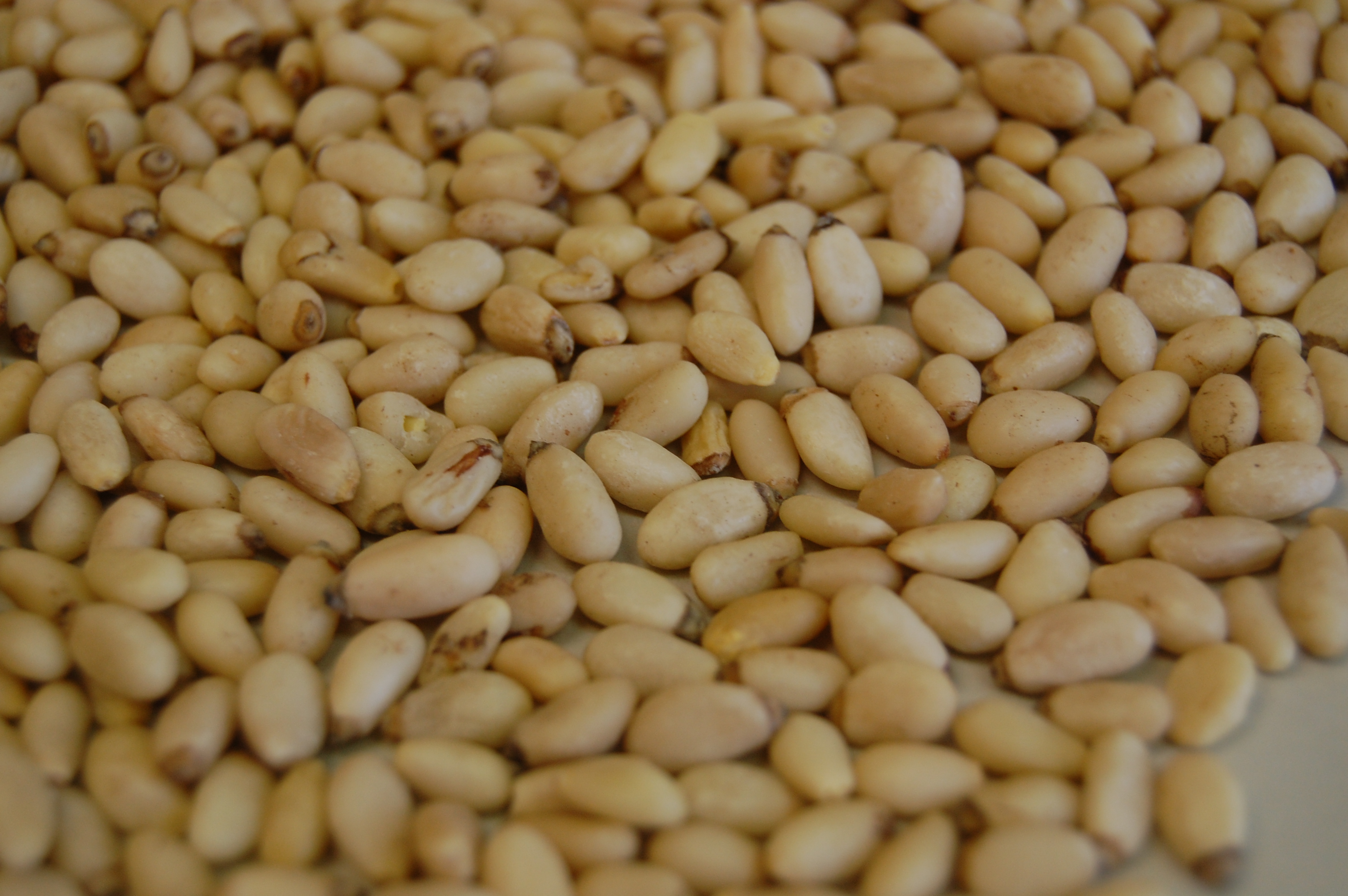
Semi
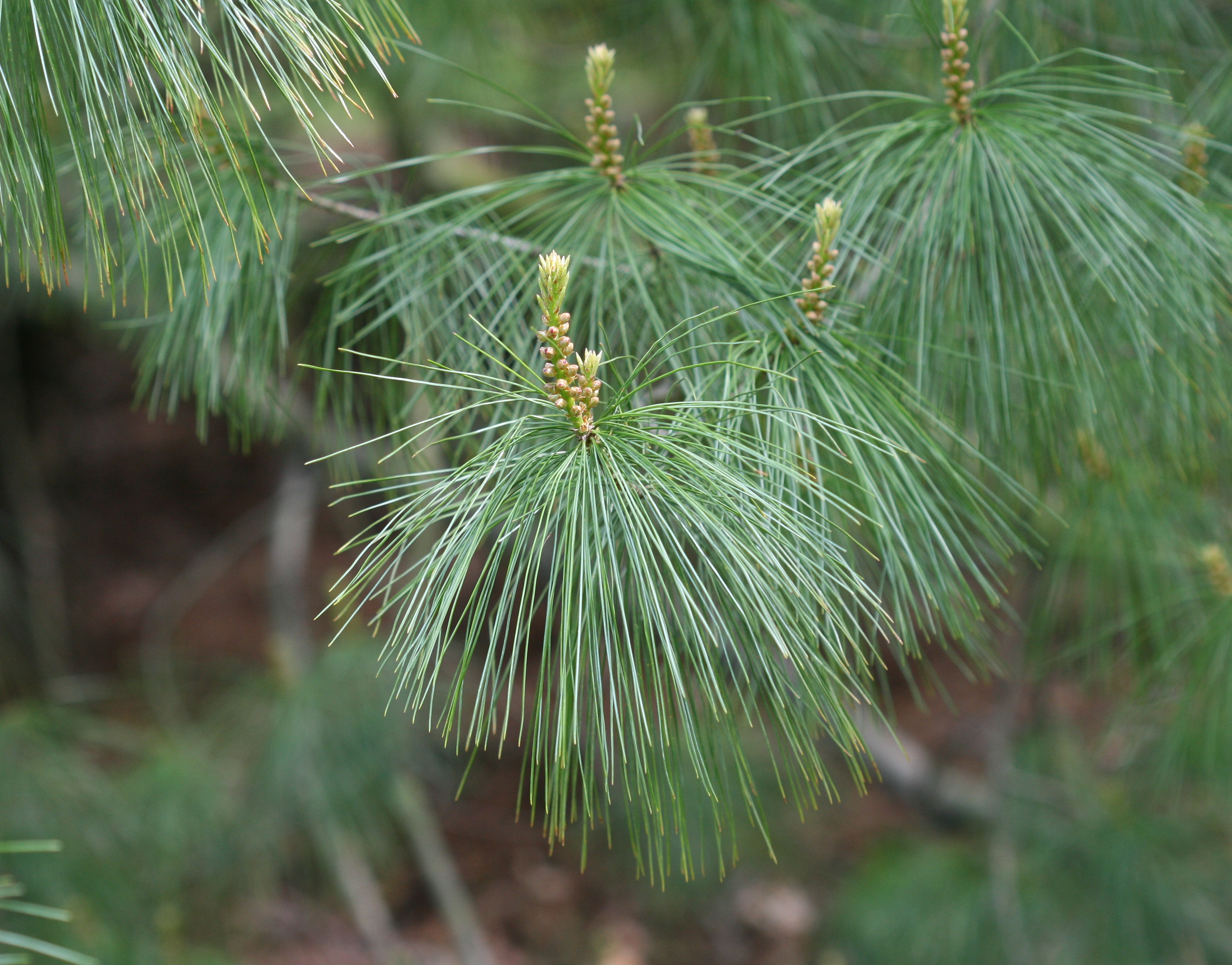
Fogliame con germogli
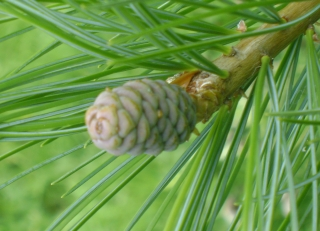
Pigna immatura
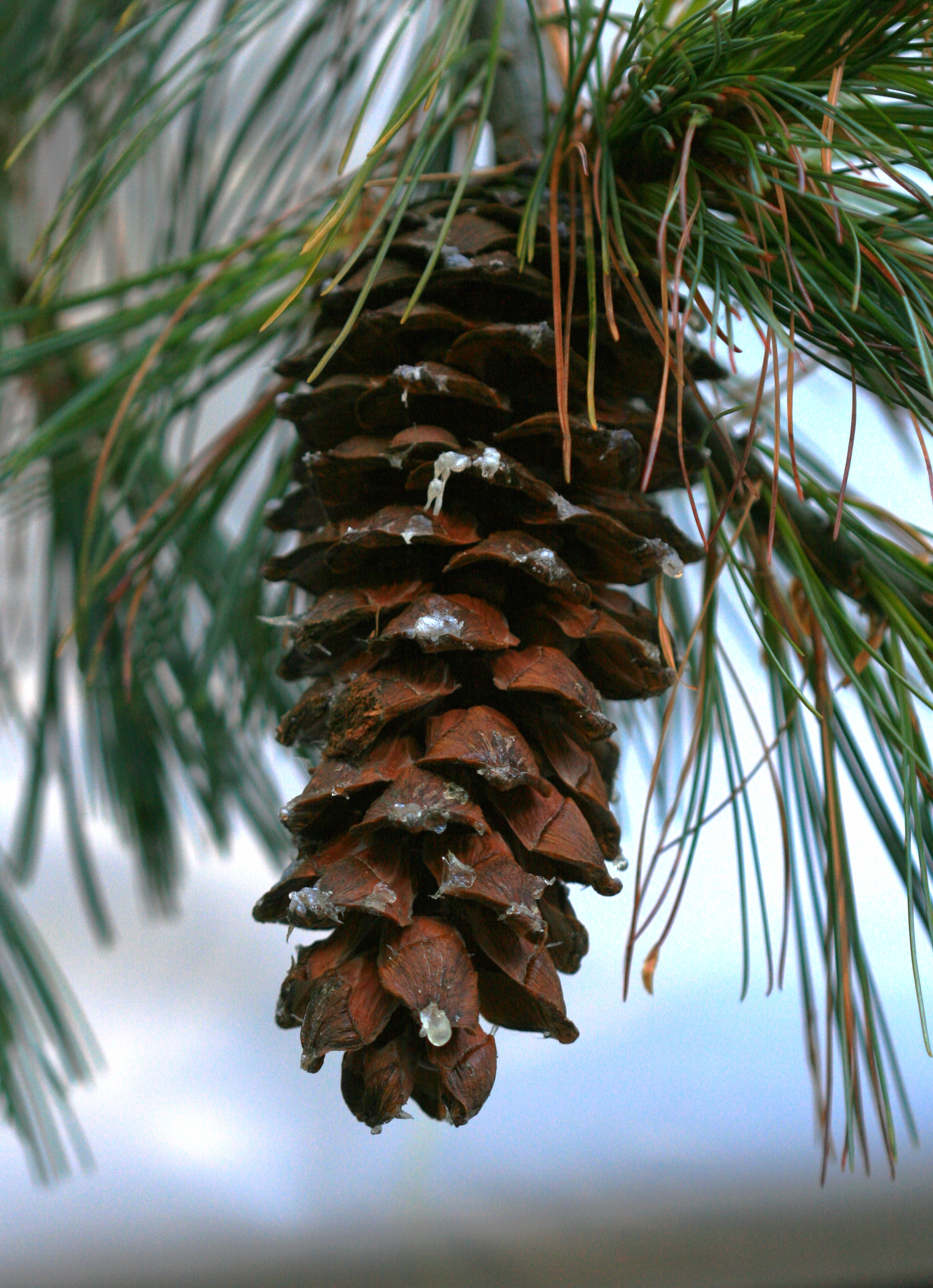
Pigna immatura
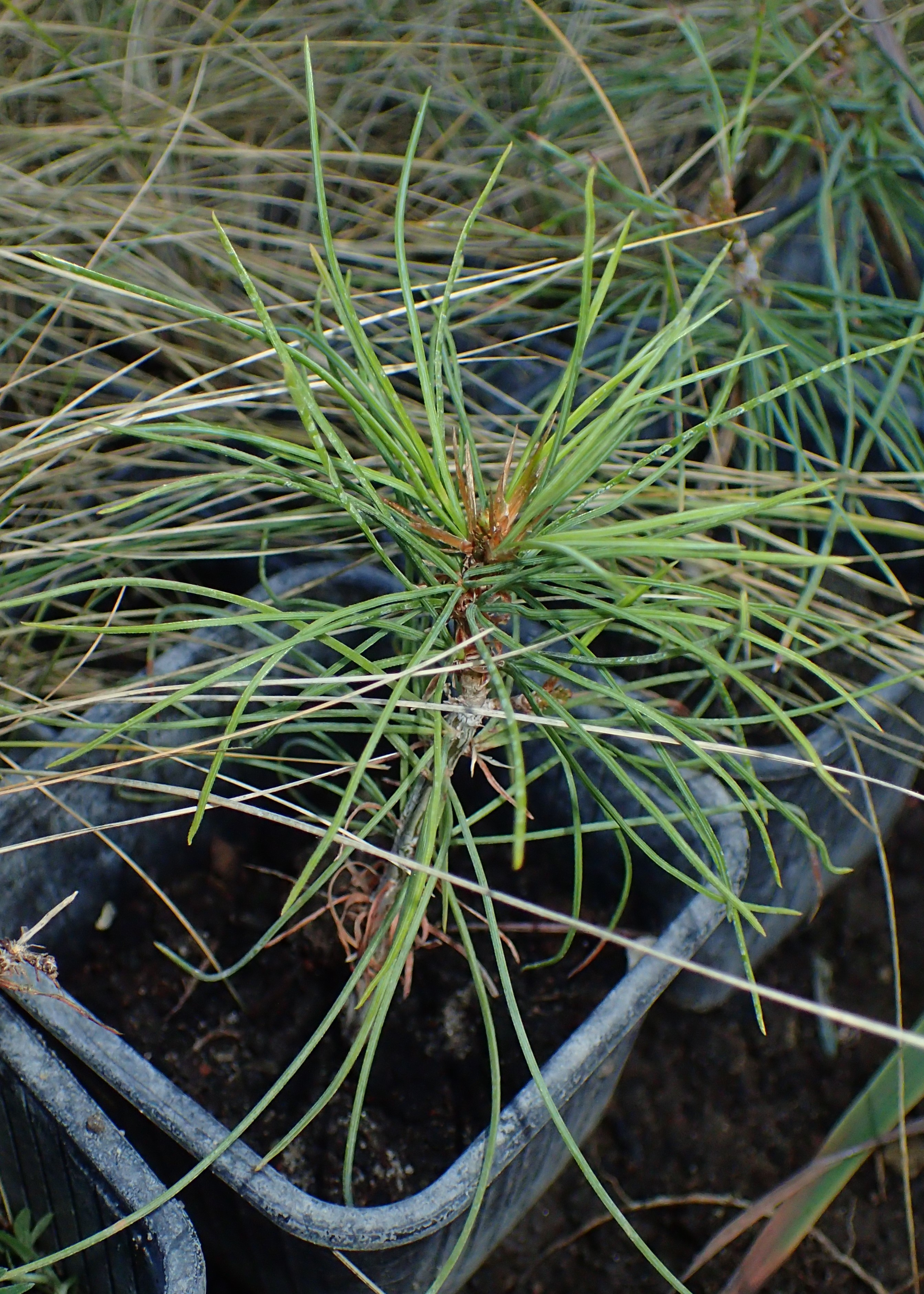
Aghi in primo piano

## Distribuzione e habitat
Vegeta ad altitudini comprese tra 900 e 3500 m, raramente in formazioni pure e più frequentemente in associazioni miste con altre conifere dei generi Picea, Abies, Pseudotsuga e Larix. Questa specie predilige aree rocciose con suoli sottili, dove c'è meno competizione.

## Tassonomia
Vengono accettate due varietà:
- Pinus armandii var. dabeshanensis - endemica della Cina
- Pinus armandii var. mastersiana - endemica di Taiwan

## Usi
Il pino di Armand viene utilizzato per il suo legno, il cui commercio è tuttavia solo a carattere locale. Al contrario, è molto importante il suo utilizzo ornamentale in Cina, mentre nel resto del mondo è quasi esclusivamente confinato in orti e giardini botanici.

## Conservazione
Nonostante lo sfruttamento economico del suo legno, ed essendo a livello locale e non particolarmente intensivo, questa specie viene classificata come specie a rischio minimo nella Lista rossa IUCN.